# Lijst van schilderijen in het Rijksmuseum Amsterdam/Vn-Vz
Lijst van schilderijen in het Rijksmuseum Amsterdam met werken van schilders van wie de achternaam begint met de letters Vn t/m Vz. Vermeldingen in het grijs geven aan dat het werk geen deel meer uitmaakt van de collectie van het Rijksmuseum, bijvoorbeeld omdat het in bruikleen gegeven is aan een andere instelling of omdat het teruggegeven is aan de bruikleengever.
| Inventarisnummer | Toeschrijving                            | Titel | Datering          | Afbeelding |
| ---------------- | ---------------------------------------- | --- | ----------------- | ---------- |
| SK-C-1187        | Jacob Ferdinand Voet                     | Portret van Maria Mancini, hertogin van Bouillon                                                                           | 1660-1680         |            |
| SK-A-3236        | Jacob Ferdinand Voet                     | Portret van Maria Mancini, hertogin van Bouillon                                                                           | 1660-1680         |            |
| SK-A-1177        | Cornelis Johannes de Vogel               | Herfst in het Haagse Bos                                                                                                   | 1875-1877         |            |
| SK-A-2721        | Johannes Gijsbert Vogel                  | Landschap aan de vaart bij Hilversum                                                                                       | 1880-1915         |            |
| SK-C-524         | Pieter Vogelaer                          | De Hollandse haringvloot                                                                                                   | 1670-1700         |            |
| SK-A-3091        | Guillaume Vogels                         | De Grote Zavel te Brussel                                                                                                  | 1875              |            |
| SK-C-260         | Arie de Vois                             | De roker | 1655-1680         |            |
| SK-A-456         | Arie de Vois                             | Een man met een borrelflesje                                                                                               | 1660-1680         |            |
| SK-A-457         | Arie de Vois                             | De vrolijke speelman | 1660-1680         |            |
| SK-A-458         | Arie de Vois                             | Een jonge vrouw met een papegaai                                                                                           | 1660-1680         |            |
| SK-A-704         | Arie de Vois                             | Jakobs droom | 1660-1680         |            |
| SK-A-2512        | Arie de Vois                             | Portret van een man | 1660-1680         |            |
| SK-A-946         | Arie de Vois                             | De rabbijn | 1716              |            |
| SK-A-3237        | Toegeschreven aan Arie de Vois           | Portret van Adriaan van Beverland                                                                                          | 1670-1680         |            |
| SK-A-889         | Herman van Vollenhoven                   | De schilder in zijn werkplaats bezig met het portretteren van een echtpaar                                                 | 1612              |            |
| SK-A-2008        | Johann Christian Vollerdt                | De waterreservoirs, de zogenaamde Bends, in het bos van Belgrado                                                           | 1744-1763         |            |
| SK-A-1325        | Johannes Vollevens (I)                   | Portret van een krijgsoverste                                                                                              | 1670-1728         |            |
| SK-A-283         | Naar Johannes Vollevens (I)              | Portret van Caspar Fagel met op de achtergrond de vergaderzaal van de Staten van Holland op het Binnenhof te Den Haag      | 1672-1700         |            |
| SK-A-1630        | Johannes Vollevens (II)                  | Portret van Gerard Callenburgh                                                                                             | 1718              |            |
| SK-A-2302        | Antoine Vollon                           | Bloemen in een rood aarden pot                                                                                             | 1860-1900         |            |
| SK-A-3092        | Antoine Vollon                           | Gezicht op de Notre Dame de Lorette en de Rue Fléchier te Parijs                                                           | 1860-1900         |            |
| SK-A-1901        | Antoine Vollon                           | Havengezicht in Duinkerken (of Dieppe?)                                                                                    | 1880-1900         |            |
| SK-A-1951        | Elias Vonck                              | Stilleven met een haas, een reiger en ander gevogelte                                                                      | 1630-1652         |            |
| SK-A-2534        | Jacobus Vonck                            | Decoratiestuk met vogels in een landschap                                                                                  | 1717-1773         |            |
| SK-A-1344        | Jan Vonck                                | Dode vogels | 1640-1662         |            |
| SK-A-1487        | Jan Vonck                                | Stilleven met een schelvis en een knorhaan                                                                                 | 1640-1662         |            |
| SK-C-1524        | Hendrik Voogd                            | Begroeide rotsen met een waterval in Italië, misschien bij Tivoli                                                          | 1790-1820         |            |
| SK-A-4094        | Hendrik Voogd                            | Italiaans landschap met pijnbomen                                                                                          | 1795              |            |
| SK-A-4688        | Hendrik Voogd                            | Italiaans landschap met parasoldennen                                                                                      | 1807              |            |
| SK-A-1157        | Henri Voordecker                         | Jagerswoning | 1826              |            |
| SK-A-2371        | Johannes Voorhout (I)                    | Allegorie op de Vrede van Rijswijk, 1697                                                                                   | 1698              |            |
| SK-A-1249        | Cornelis van der Voort                   | Portret van Pieter Dircksz. Hasselaer                                                                                      | 1610              |            |
| SK-C-748         | Cornelis van der Voort                   | Schutters van de compagnie van kapitein Jonas Cornelisz. Witsen en luitenant Volckert Overlander                           | 1612-1614         |            |
| SK-A-1242        | Cornelis van der Voort                   | Portretten van Dirck Hasselaer en Brechtje Overrijn van Schoterbosch                                                       | 1614              |            |
| SK-A-1243        | Cornelis van der Voort                   | Portretten van Dirck Hasselaer en Brechtje Overrijn van Schoterbosch                                                       | 1614              |            |
| SK-C-1108        | Cornelis van der Voort                   | Regenten van het Binnengasthuis te Amsterdam                                                                               | 1617              |            |
| SK-C-399         | Cornelis van der Voort                   | Regenten en bode van het Oude Mannen- en Vrouwengasthuis in Amsterdam                                                      | 1618              |            |
| SK-A-3741        | Cornelis van der Voort                   | Portret van Laurens Reael                                                                                                  | 1620              |            |
| SK-A-4764        | Cornelis van der Voort                   | Portretten van Dirck Corver en Maria Overrijn van Schoterbosch                                                             | 1622              |            |
| SK-A-4765        | Cornelis van der Voort                   | Portretten van Dirck Corver en Maria Overrijn van Schoterbosch                                                             | 1622              |            |
| SK-A-1416        | Cornelis van der Voort                   | Portret van Cornelis Pietersz. Hooft                                                                                       | 1622              |            |
| SK-A-953         | Cornelis van der Voort                   | Portret van Jacobus Rolandus                                                                                               | 1632              |            |
| SK-C-1553        | Navolger van Cornelis van der Voort      | Portret van een man | Ca. 1648 of later |            |
| SK-C-622         | Toegeschreven aan Cornelis van der Voort | Schuttersstuk met elf personen                                                                                             | 1600-1624         |            |
| SK-C-408         | Toegeschreven aan Cornelis van der Voort | Schutters van de compagnie van luitenant Pieter Pietersz. Hasselaer                                                        | 1623              |            |
| SK-A-1717        | Maerten de Vos                           | Portret van Gillis Hooftman                                                                                                | 1570              |            |
| SK-A-4186        | Naar Maerten de Vos                      | De aanbidding der herders                                                                                                  | 1580-1700         |            |
| SK-A-3456        | Maria Vos                                | Stilleven met kan van steengoed                                                                                            | 1878              |            |
| SK-A-2368        | Huijgh Pietersz. Voskuijl                | Portretten van Philips Denijs en Geertruyd Reael                                                                           | 1640              |            |
| SK-A-2369        | Huijgh Pietersz. Voskuijl                | Portretten van Philips Denijs en Geertruyd Reael                                                                           | 1640              |            |
| SK-A-4229        | Johan Jacob Voskuil                      | Portret van Jan Romein | 1957              |            |
| SK-A-5069        | Jacob Vosmaer                            | Bloemstilleven met een keizerskroon in een stenen nis                                                                      | 1613              |            |
| SK-A-1637        | Sebastiaen Vrancx                        | De gestrafte rover | 1600-1647         |            |
| SK-C-510         | Sebastiaen Vrancx                        | Marktdag in een Vlaamse stad                                                                                               | 1600-1647         |            |
| SK-A-1699        | Sebastiaen Vrancx                        | Het Kranenhoofd aan de Schelde te Antwerpen                                                                                | 1622              |            |
| SK-A-2699        | Toegeschreven aan Sebastiaen Vrancx      | De oprijlaan | 1600-1647         |            |
| SK-A-1409        | Naar Sebastiaen Vrancx                   | Het gevecht tussen Bréauté en Leckerbeetje op de Vughterheide, 5 februari 1600                                             | 1600-1650         |            |
| SK-A-2390        | Hans Vredeman de Vries                   | Parkaanleg bij een paleis met op de voorgrond de arme Lazarus                                                              | 1550-1607         |            |
| SK-A-1592        | Jacobus Vrel                             | Stadsgezicht | 1654-1662         |            |
| SK-A-3127        | Jacobus Vrel                             | Vrouwtje bij de schouw | 1654-1662         |            |
| SK-A-2157        | Abraham de Vries                         | Zelfportret | 1621              |            |
| SK-A-758         | Abraham de Vries                         | Portret van David de Moor (1598-1643)                                                                                      | 1640              |            |
| SK-A-4053        | Abraham de Vries                         | Portret van een vrouw | 1642              |            |
| SK-C-1762        | Herman de Vries                          | Toevalsobjectivering v67-36                                                                                                | 1967              |            |
| SK-A-4065        | Jochem de Vries                          | De Groenlandvaarder Zaandam van rederij Claes Taan en Zn., Zaandam, op de walvisvangst                                     | 1772              |            |
| SK-A-1507        | Michiel van Vries                        | Oude boerenwoning aan het water                                                                                            | 1656              |            |
| SK-A-459         | Roelof Jansz. van Vries                  | Landschap met valkenier | 1650-1681         |            |
| SK-A-4682        | Jan Vrolijk                              | Een koe met haar kalf in een weide                                                                                         | 1879              |            |
| SK-A-2530        | Isac Vromans                             | Druiven, bloemen en dieren                                                                                                 | 1665-1719         |            |
| SK-A-2858        | Hendrik Cornelisz. Vroom                 | De terugkomst in Amsterdam van de tweede expeditie naar Oost-Indië                                                         | 1599              |            |
| SK-A-3108        | Hendrik Cornelisz. Vroom                 | Een aantal Oostindiëvaarders voor de kust                                                                                  | Ca. 1600-1630     |            |
| SK-A-1361        | Hendrik Cornelisz. Vroom                 | De Amsterdamse viermaster De Hollandse Tuyn en andere schepen na terugkeer uit Brazilië onder bevel van Paulus van Caerden | 1605-1640         |            |
| SK-A-460         | Hendrik Cornelisz. Vroom                 | Hollandse schepen overzeilen Spaanse galeien onder de Engelse kust, 3 oktober 1602                                         | 1617              |            |
| SK-A-602         | Hendrik Cornelisz. Vroom                 | Gevecht tussen Hollandse en Spaanse schepen op het Haarlemmermeer                                                          | 1629-1640         |            |
| SK-A-2205        | Gerrit van Vucht                         | Vanitasstilleven | 1658-1697         |            |